# رودری میلیر
رودری میلیر (انگلیسی: Rhodri Meilir؛ زادهٔ ۱۸ نوامبر ۱۹۷۸) هنرپیشه اهل بریتانیا است.
از فیلم‌ها یا برنامه‌های تلویزیونی که وی در آن نقش داشته است می‌توان به پاتاگونیا، غرور و خانواده من اشاره کرد.